# Nagylózs
Nagylózs – wieś i gmina w północno-zachodniej części Węgier, w pobliżu miasta Sopron.
Miejscowość leży na obszarze Małej Niziny Węgierskiej, w pobliżu granicy austriackiej. Administracyjnie należy do powiatu Sopron-Fertőd, wchodzącego w skład komitatu Győr-Moson-Sopron.
Główną część gminy Nagylózs stanowi wieś Nagylózs. Ponadto w skład gminy wchodzi też pewna liczba okolicznych przysiółków i pojedynczych domów. Cała gmina liczy 953 mieszkańców (2009) i zajmuje obszar 19,25 km².
Zasadnicza część gminy Nagylózs – wieś Nagylózs składa się z kilkunastu ulic. W osadzie znajdują się m.in. poczta, apteka, kilka sklepów, 2 kościoły i cmentarz. We wsi znajduje się zabytkowy pałac.